# Piellojärvi
Piellojärvi är en sjö i Gällivare kommun i Lappland och ingår i Kalixälvens huvudavrinningsområde. Sjön har en area på 0,295 kvadratkilometer och ligger 472 meter över havet. Piellojärvi ligger i Torne och Kalix älvsystem Natura 2000-område.

## Delavrinningsområde
Piellojärvi ingår i det delavrinningsområde (746348-169319) som SMHI kallar för Inloppet i Sikträsket. Medelhöjden är 464 meter över havet och ytan är 37,14 kvadratkilometer. Räknas de 4 avrinningsområdena uppströms in blir den ackumulerade arean 86,28 kvadratkilometer. Sikträskbäcken (Ammasjoki) som avvattnar avrinningsområdet har biflödesordning 4, vilket innebär att vattnet flödar genom totalt 4 vattendrag innan det når havet efter 245 kilometer. Avrinningsområdet består mestadels av skog (77 procent) och sankmarker (22 procent). Avrinningsområdet har 0,43 kvadratkilometer vattenytor vilket ger det en sjöprocent på 1,2 procent.